# L'Odyssée (Les Centaures)
Pour les articles homonymes, voir Odyssée (homonymie).
L'Odyssée est la dixième histoire de la série Les Centaures de Pierre Seron. Elle est publiée pour la première fois du no 2323 au no 2333 du journal Spirou.

## Univers

### Synopsis
Les centaures Aurores et Ulysse se voient confier une mission par Zeus qui les envoie tout d'abord auprès de Calypso. Celle-ci leur remet alors un mystérieux cadeau qu'Ulysse destinait à Pénélope et qu'il oublia lors de son séjour de 10 ans auprès de la nymphe. Charge aux centaures de le ramener au héros en Ithaque.

### Personnages
- Aurore et Ulysse, les deux jeunes centaures cherchant à rejoindre l'Olympe dont ils ont été chassés.

Ils croiseront beaucoup de monde dans cette aventures:
Des dieux:
- Zeus, le dieu des dieux,
- Poséïdon, le dieu des mers;

Des créatures mythologiques:
- Calypso, la nymphe ayant retenu Ulysse,
- Elphe et Ondine, les filles jumelles de Calypso qui, inspirées par l'exemple de leur mère, essayent de retenir Ulysse le centaure auprès d'elle,
- Le cyclope Polyphème, fils de Poséïdon, aveuglé par le héros Ulysse lorsqu'il s'échappa de sa caverne,
- Les sirènes Myllesima et Syrenise bien décidée à se venger de l'affront que leur a fait le centaure Ulysse,

et bien d'autres dangereux monstres;
Des héros:
- Boxofiss, vétéran spartiate de la guerre de Troie venant en aide aux centaures,
- et enfin le célèbre Ulysse, roi d'Ithaque.

## Historique
La réalisation des planches s'est étendue de 1980 à 1981 d'après la signature de Seron figurant au bas de celle-ci. L'histoire est évidemment inspirée de l'Odyssée d'Homère à qui Seron attribue la co-paternité de sa BD.

## Publication

### Revues
L'histoire fut publiée du no  2323 du 21 octobre 1982 au no  2333 du 30 décembre 1982 du journal de Spirou.

### Album
L'histoire a été publiée dans l'album éponyme en juillet 1984 par Dupuis sous le no 3 puis rééditée comme no 5 par Jourdan en septembre 1991.